# Urdok Kangri II
Urdok Kangri II (také Urdok II) je vrchol vysoký 7 082 m n. m. (7 137 m dle jiných zdrojů) nacházející se v pohoří Karákóram na hranici mezi Pákistánem a Čínskou lidovou republikou. Leží mezi vrcholy Gašerbrum I a Sia Kangri. Protože leží jižně od nejhlubšího údolí mezi těmito dvěma horami, počítá se jako s pobočný vrchol Sia Kangri. Pro jeho prominenci jsou různé údaje: 262 m a 321 m.

## Prvovýstup
Vrchol Urdok Kangri II je stále nevylezený.